# 栗原市民バス

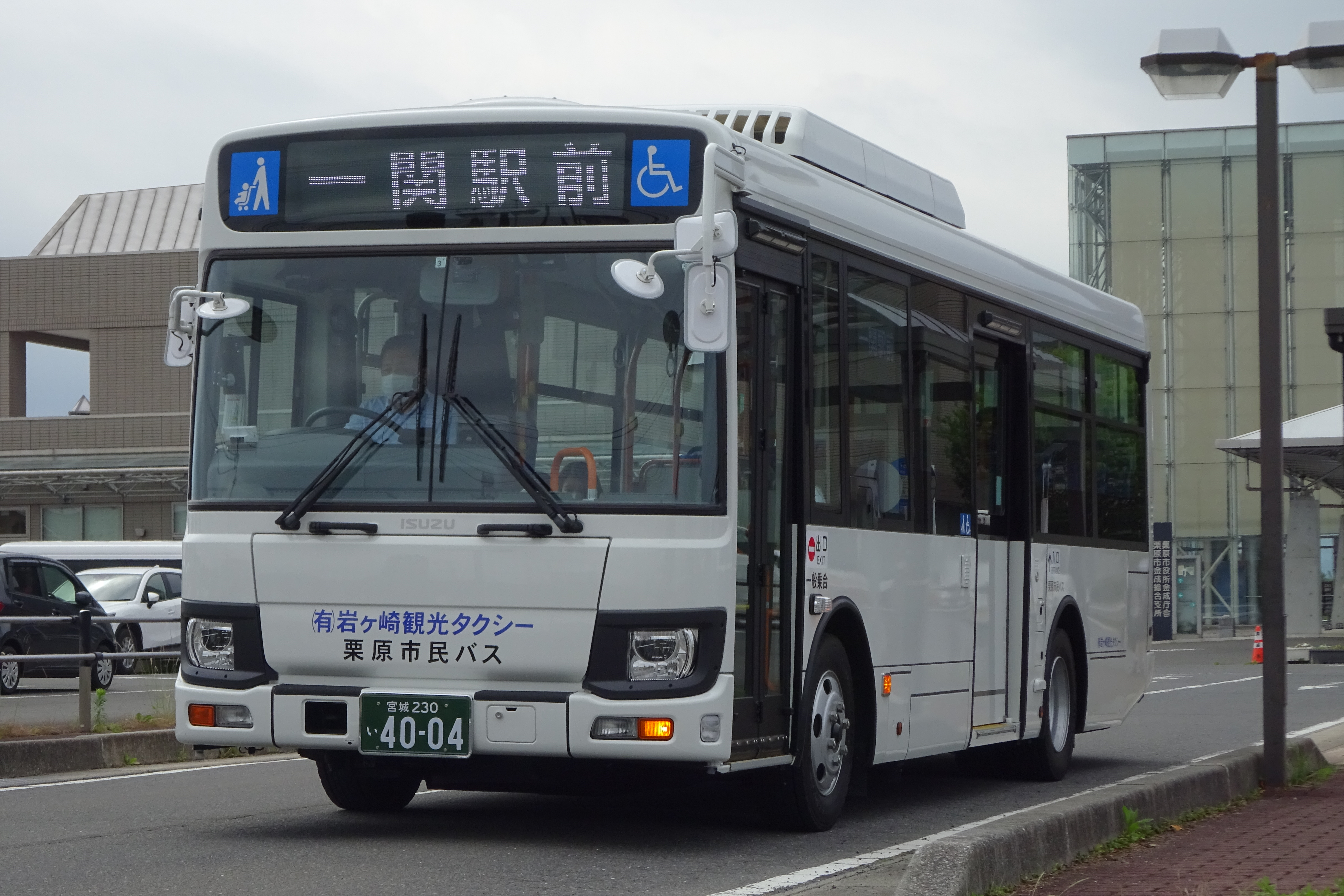
築館一関線（2021年6月、金成総合支所前にて撮影）
岩ケ崎観光タクシーが運行受託

栗原市民バス（くりはらしみんバス）は、宮城県栗原市が運行するコミュニティバス（自治体バス）である。

## 概要
栗原市内で運行している路線バスは、2019年（平成31年）4月1日に運行体系が再編され、現在は以下の3種類に分類される（分類に例外がある路線もある）。
- 広域路線（旧・市外往来路線）：栗原市と市外（隣接する大崎市、岩手県一関市）を結ぶ路線
- 市内連携路線（旧・地域間路線）：市内の各地区と市外への交通結節点を連携する路線、栗原市内の地区間を結ぶ路線。
- 乗合デマンド交通（旧・地域内路線）：地区内を乗合デマンド交通で運行（運行体系再編以前は栗原市合併前の旧町村内を定期路線が運行）。現在は花山地区のみ運行を行なっている。

広域路線と市内連携路線については、2024年4月1日現在、4事業者で11路線を運行している。
| 事業者名                               | 運行路線                                     |
| -------------------------------------- | -------------------------------------------- |
| ミヤコーバス（築館営業所）             | 築館一関線、尾松沢辺線、若柳線、真坂岩ヶ崎線 |
| グリーン観光バス                       | 岩ケ崎線、玉沢線、横須賀線                   |
| 株式会社栗原観光タクシー（照越営業所） | 築館古川線、花山線                           |
| 有限会社岩ケ崎観光タクシー             | 栗駒一関線、くりはら田園線                   |

## 運賃・乗車券類
2024年4月1日からの運賃体系。
2019年4月1日から2024年3月31日までバスは一律100円だった。
- 広域路線・市内連携路線：一律200円（中学生・高校生100円、小学生以下無料、障がい者半額）
- 乗合デマンド交通：一律400円（小学生・中学生・高校生100円、未就学児無料、障がい者半額）

## 広域路線

### 築館古川線

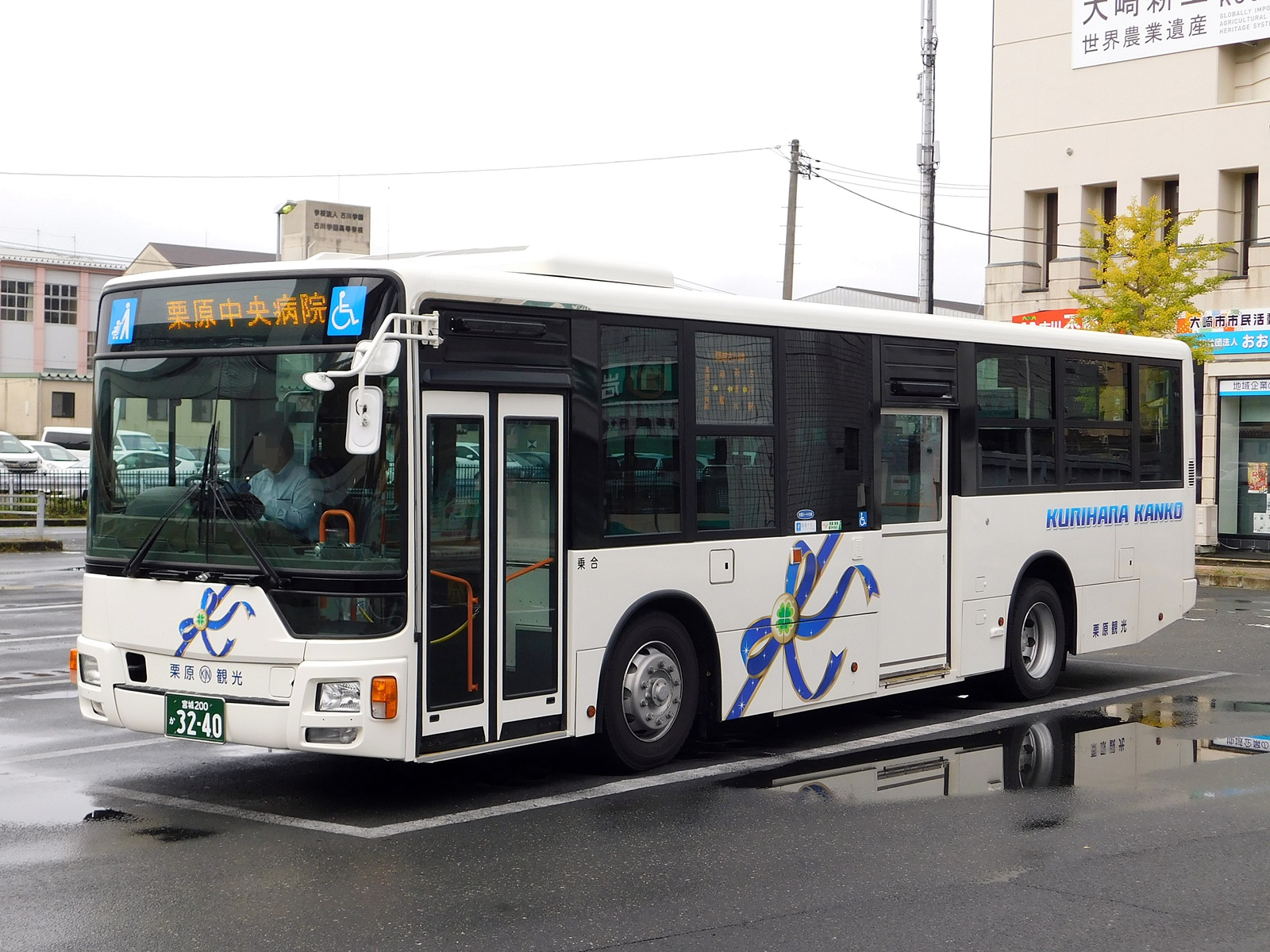
築館古川線（2024年10月、古川駅にて撮影）

- （大崎市民病院 - 古川三日町 -）古川駅前 - 片倉病院前 - 竹の花 - 荒谷 - 高清水 - 照越 - 築中前 - 市役所前 - 築館 - 築館高校前 - 栗原中央病院
  - 運行事業者：栗原観光タクシー（照越営業所）
  - 平日の4往復が大崎市民病院発着。
  - 平日築館側始発はバス2台続行体制。
  - 路線沿革
    - 2004年4月 - JRバス古川線古川駅 - 栗原中央病院前間廃止に伴い、古川線として宮交栗原バス（現：ミヤコーバス）が代替運行開始。
    - 2009年4月 - 運行経路が古川十日町廻りから七日町・片倉病院前廻りに変更となる。
    - 2024年4月 - 路線名を築館古川線に変更。委託先を栗原観光タクシーに変更。大崎市民病院線廃止に伴い大崎市民病院発着便を増便。

### 築館一関線
- くりこま高原駅 - 伊豆三丁目 - 築館 - 栗原中央病院 - 築館高校前 - 金成総合支所前 - 金成中町（- 延年閣）- 藤渡戸 - 有壁駅前（- 山目 - 一関市役所 - 一関駅前）
  - 運行事業者：ミヤコーバス（築館営業所）
  - 平日の上り（築館行）始発便と下り（一関行）終発便は有壁駅前発着。また、平日の上下線始発便は延年閣を経由しない。
  - 路線沿革
    - 1999年4月 - JRバス古川線宮野町尻 - 一ノ関間廃止に伴い、宮交栗原バス（現：ミヤコーバス）が代替運行開始。
    - 2021年4月 - 委託先を岩ケ崎観光タクシーに変更。
    - 2024年4月 - くりこま高原駅 - 伊豆三丁目間路線延伸。大沢田南廃止。委託先をミヤコーバスに再度変更。

### 栗駒一関線
- 栗駒病院前 - 栗駒 - 三島 - 深谷 - 藤渡戸 - 一関市役所 - 一関駅前
  - 運行事業者：岩ケ崎観光タクシー　
  - マイクロバス、ワゴン車で運行。
  - 栗駒病院前 - 栗駒、三島 - 藤渡戸：フリー乗降区間
  - 土曜・日曜・祝日運休。
  - 築館一関線と比べ、大日向 - 大沢田間、高梨 - 一関市役所間は停車せずに国道4号を直行する。
  - 路線沿革
    - 2007年10月 - ミヤコーバス一関線廃止に伴い、栗原市民バス一関線としての運行を開始（グリーン観光バス委託）。
    - 2014年4月 - 委託先が岩ケ崎観光タクシーに変更。
    - 2016年4月 - 一関市内区間の運行経路が県道260号（鬼死骸・一関中学校前）廻りから国道4号一関バイパス（修紅短大前 - 高梨 - 一関市役所）廻りとなる。一関駅前発19時台を追加。
    - 2024年4月 - 路線名を栗駒一関線に変更。大日向より、有壁駅前回りを廃止し・大沢田まで国道4号直行となる。一関駅前14時台が16時台に、最終が18:35に早まる。

## 市内連携路線

### 尾松沢辺線

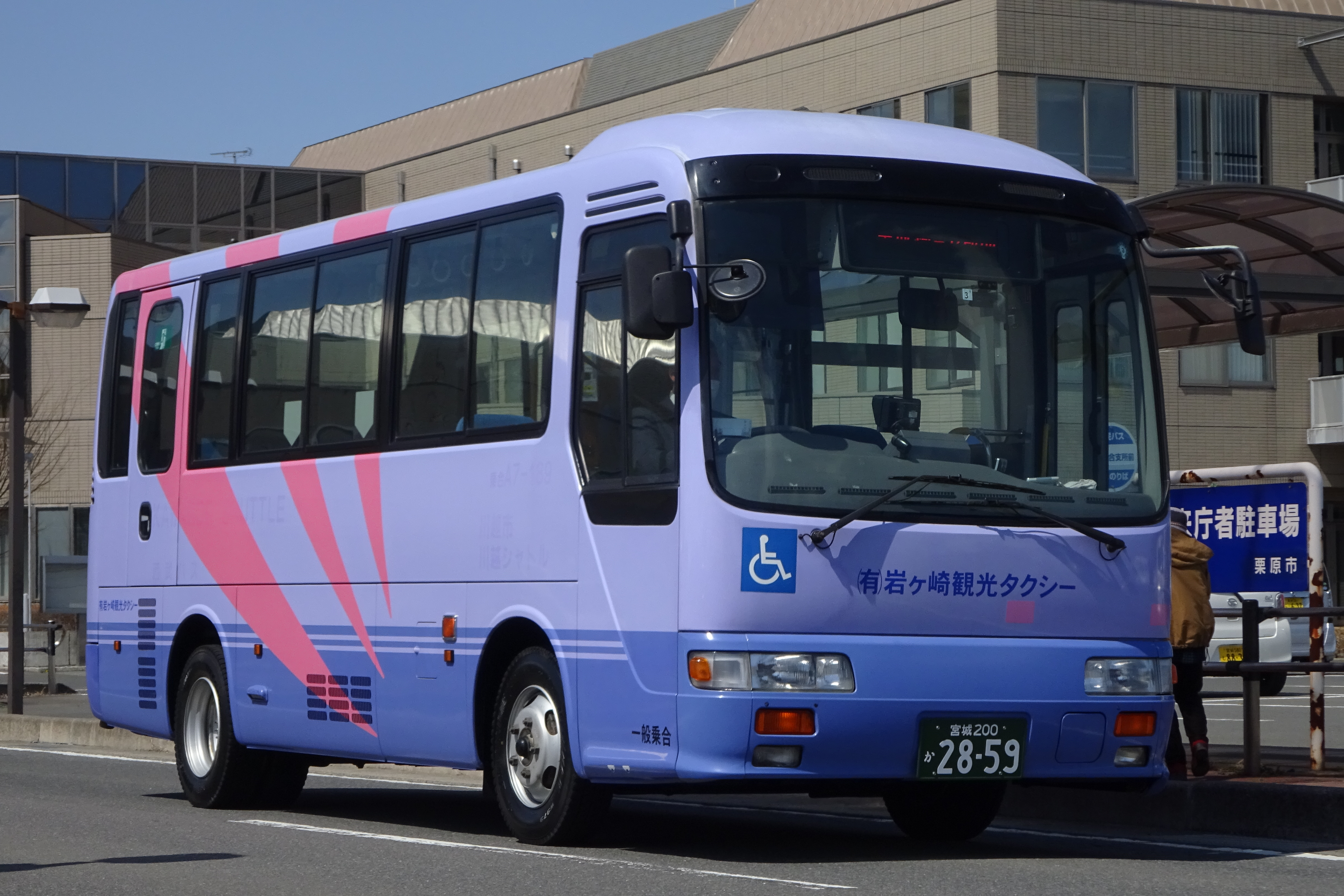
尾松沢辺線（2021年4月、金成総合支所前にて撮影）

- 金成総合支所前 - 西大寺 - 栗原 - 栗駒南小学校前 - 岩ケ崎高校前 - 栗駒 - 栗駒病院前
  - 運行事業者：ミヤコーバス（築館営業所）
  - 西大寺 - 栗駒南小学校前、栗駒 - 栗駒病院前：フリー乗降区間
  - 土曜・日曜・祝日運休。
  - 路線沿革
    - 2007年4月 - くりはら田園鉄道線廃止代替バス・くりはら田園線（尾松経由）として運行開始。ミヤコーバスに委託。
    - 2016年4月 - 路線名を尾松沢辺線に変更。また、石越駅前 - 金成総合支所前の区間廃止。
    - 2021年4月 - 委託先を岩ケ崎観光タクシーに変更。
    - 2024年4月 - 委託先をミヤコーバスに変更。土曜・日曜・祝日運休となる。

### くりはら田園線

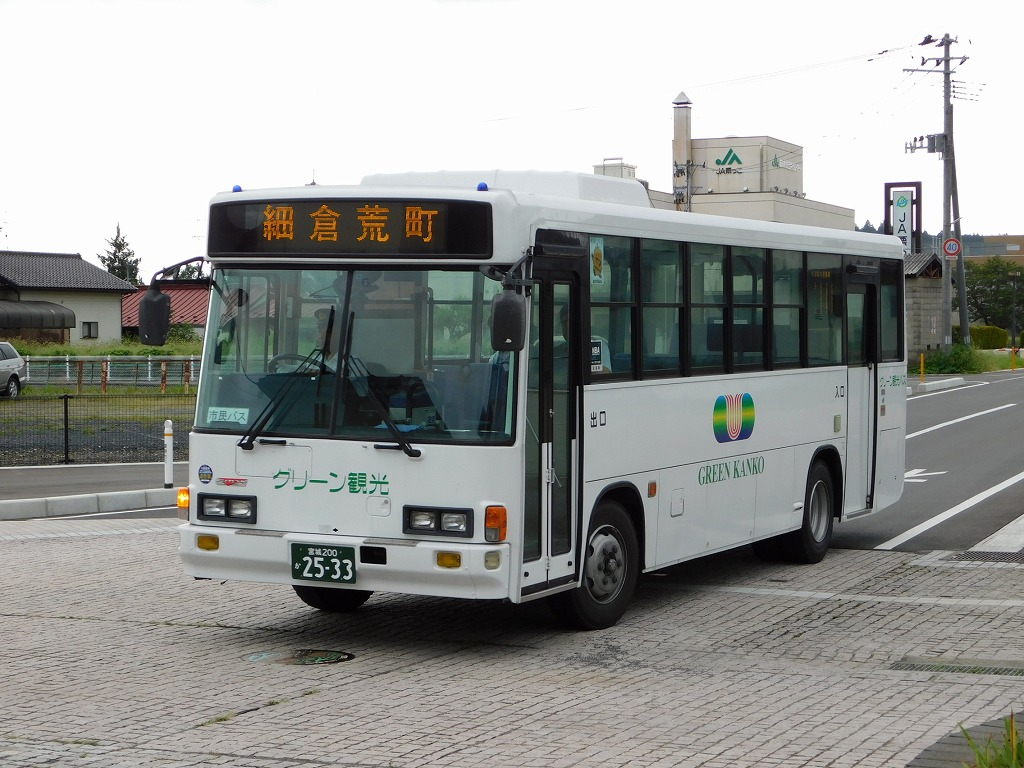
くりはら田園線（2016年9月11日撮影）

- 石越駅前 - 若柳中町（- 迫桜高校前）- 金成総合支所前 - 神林 - 神南 - 栗駒 - 栗駒病院前 - 栗駒 - 岩ケ崎高校前 - 三ツ橋 - 鶯沢（ - 町田 - 鶯沢校舎前 - マインパーク入口）

  - 運行事業者：岩ヶ崎観光タクシー
  - 神林 - 神南、栗駒 - 栗駒病院前、町田 - マインパーク入口：フリー乗降区間
  - 平日・休日とも、上り（石越行）は朝方に運行する便、下り（細倉行）は夕方に運行する便のみ、迫桜高校前を経由する。また、一部便は鶯沢発着。
  - 路線沿革
    - 2007年4月 - くりはら田園鉄道線廃止代替バス くりはら田園線（津久毛経由）として運行開始。ミヤコーバスに委託。
    - 2016年4月 - グリーン観光バスに委託先変更。
    - 2024年4月 - マインパーク入口 - 細倉荒町間および小関経由を廃止。委託先を岩ヶ崎観光タクシーに変更。

### 若柳線

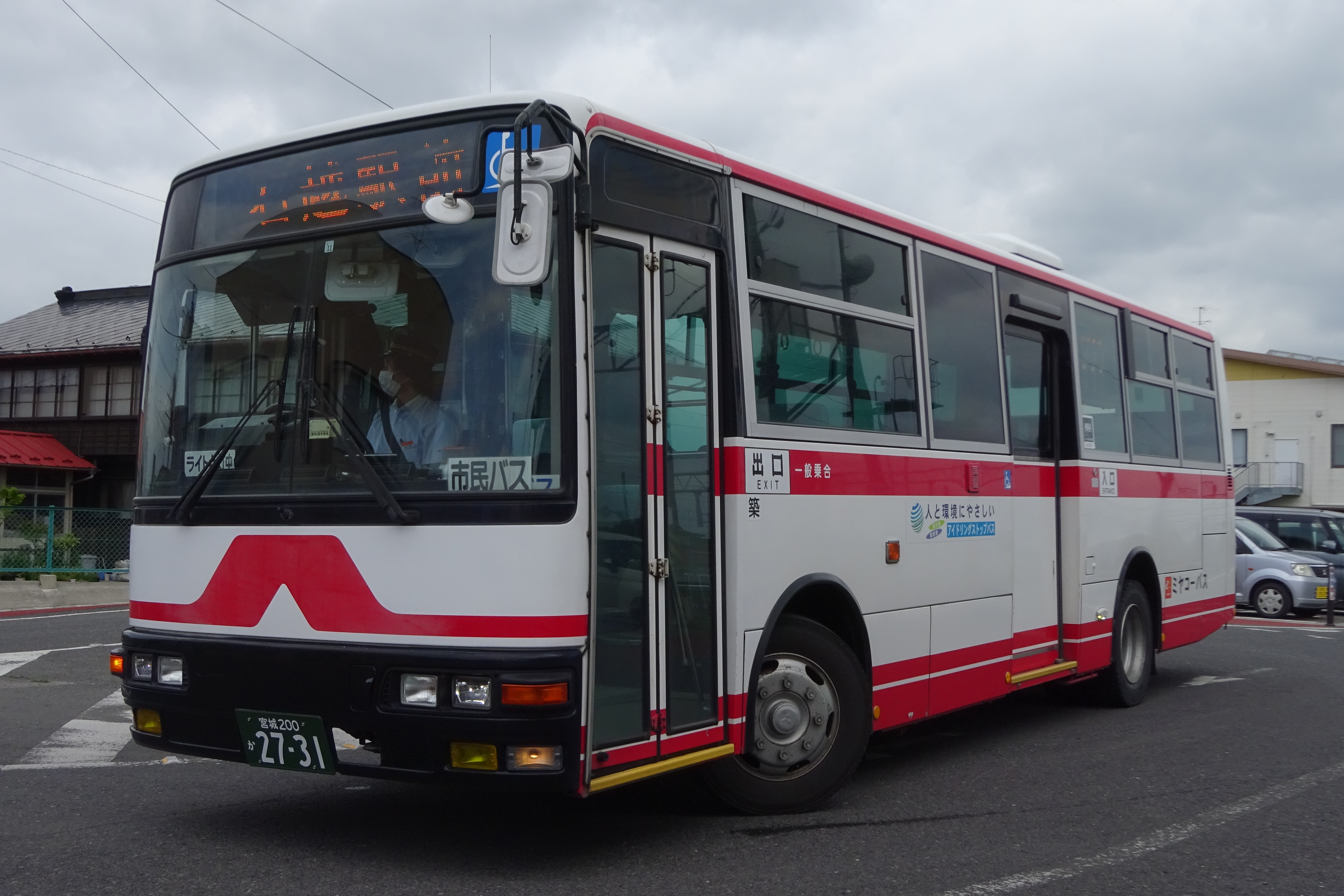
若柳線（2021年6月、石越駅前にて撮影）

- 石越駅前 - 若柳中町 - 迫桜高校前 - くりこま高原駅 - 志波姫総合支所前 - 沼崎 - 築館総合支所前 - 築館 - 築館高校前 - 栗原中央病院
  - 運行事業者：ミヤコーバス（築館営業所）
  - 路線沿革
    - 2007年4月 - ミヤコーバスからグリーン観光バスに委託先変更。
    - 2010年4月 - グリーン観光バスからミヤコーバスに委託先変更。
    - 2013年4月 - ミヤコーバスからグリーン観光バスに再度委託先変更。
    - 2021年4月 - グリーン観光バスからミヤコーバスに再度委託先変更。

### 花山線

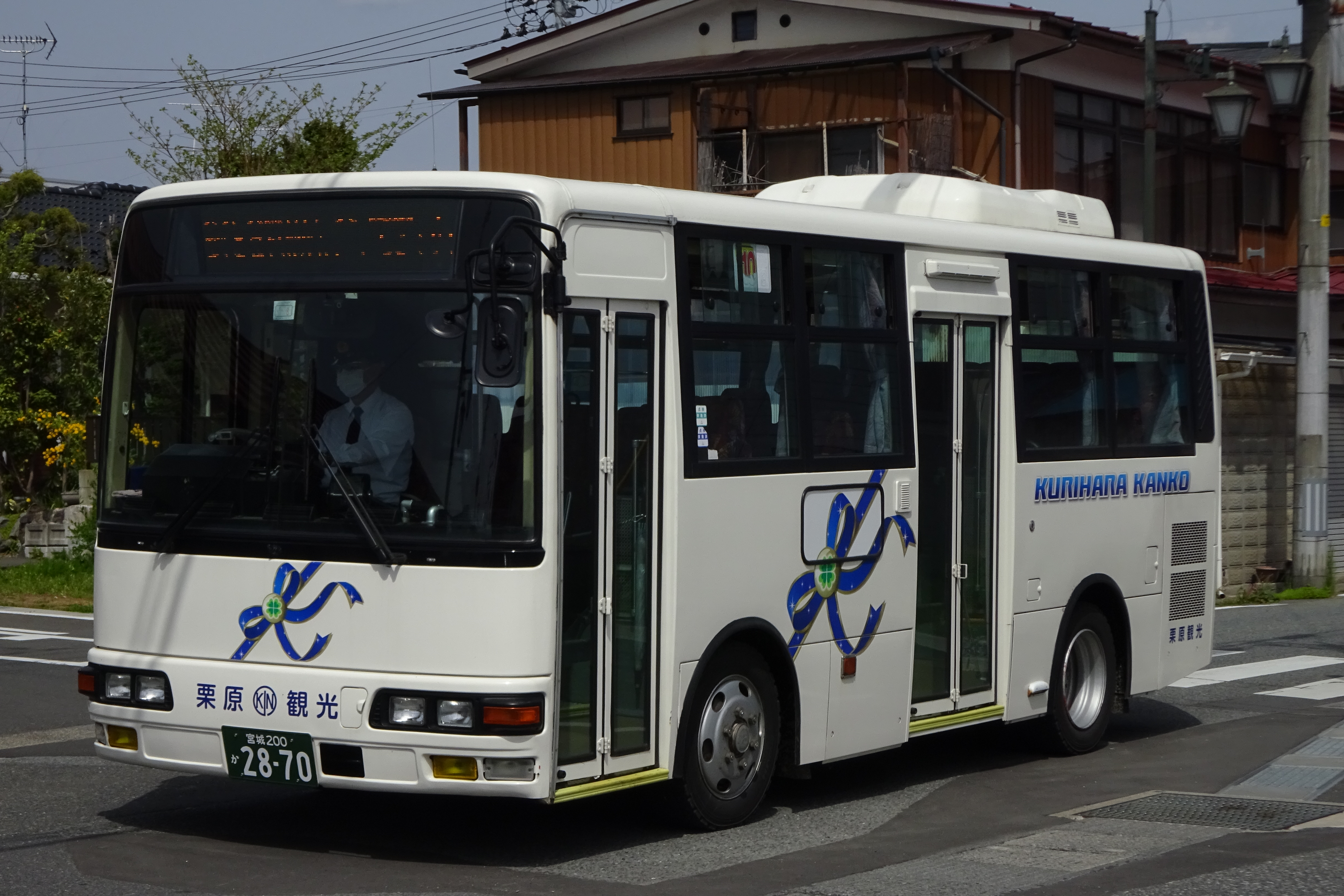
花山線（2021年5月、ふれあいホール前にて撮影）

- くりこま高原駅 - 築館総合支所前 - 築館 - 栗原中央病院 - 築館高校前 - 宮野 - 本木下 - 一迫商業高校前 - 真坂御免角 - ふれあいホール前 - 一迫公民館 - 川口中町 - 花山ダム前 - 自然薯の館前
  - 運行事業者：栗原観光タクシー（照越営業所）
  - 本木下 - 真坂御免角、一迫公民館 - 自然薯の館前：フリー乗降区間
  - 路線沿革
    - 2008年4月 - ミヤコーバスからグリーン観光バスに委託先変更。
    - 2011年6月 - 一迫中学校前（現 栗原西中学校）廻りの経路を新設し、一部便で運行した（2012年4月1日の改正にて経路廃止）。
    - 2019年4月 - グリーン観光バスから栗原観光タクシーに委託先変更。
    - 2021年4月 - 花山側の終着先が、富ノ原から自然薯の館前に変更。
    - 2024年4月 - くりこま高原駅 - 築館総合支所前間の区間延伸。真坂中町 - 真坂大橋間を廃止。清水山王前、一迫公民館を新設し、経路が変更となる。

### 岩ケ崎線
- (くりこま高原駅 -) 伊豆三丁目 - 築館 - 栗原中央病院 - 築館高校前 - 宮野 - 芋埣 - 三ツ橋 - 岩ケ崎高校前 - 栗駒 - 栗駒病院前
  - 運行事業者：グリーン観光バス
  - 栗駒 - 栗駒病院前：フリー乗降区間
  - 平日朝方の下り（栗駒行）2便以外はくりこま高原駅発着。
  - 路線沿革
    - 2010年4月 - ミヤコーバスからグリーン観光バスに委託先変更。
    - 2016年4月 - くりこま高原駅 - 伊豆三丁目間の区間延伸。

### 玉沢線
- 瀬峰駅前 - 東北新生園前 - 太沢 - 東北職能大学校前 - 伊豆三丁目 - 築館 - 築館高校前 - 栗原中央病院
  - 運行事業者：グリーン観光バス
  - 瀬峰駅前 - 伊豆三丁目：フリー乗降区間
  - 土曜・日曜・祝日運休。
  - 仙北鉄道築館線代替路線。
  - 路線沿革
    - 2007年4月 - ミヤコーバスからグリーン観光バスに委託先変更。
    - 2013年4月 - ミヤコーバスに委託先変更。2019年3月まで土日祝は利用客が事前に電話連絡してから運行していた。
    - 2019年4月 - 岩ケ崎観光タクシーに委託先変更。宮城県立循環器・呼吸器病センター閉鎖に伴い、県立病院前停留所を廃止。
    - 2024年4月 - グリーン観光バスに委託先変更。土曜・日曜・祝日運休となる。

### 真坂岩ケ崎線
- 一迫公民館 - ふれあいホール前 - 一迫商業高校前 - 姫松簡易郵便局前 - 岩ケ崎高校前 - 栗駒病院前
  - 運行事業者：ミヤコーバス（築館営業所）
  - 全線フリー乗降区間。
  - 土曜・日曜・祝日運休。
  - 路線沿革
    - 2012年4月 - 試験運行開始。ミヤコーバスが運行。
    - 2013年4月 - 栗原観光タクシーに委託先変更。
    - 2024年4月 - 土曜・日曜・祝日運休となる。鶯沢校舎前経由を廃止。一迫商業高校前新設。ミヤコーバスに委託先変更。

### 横須賀線
- 栗原中央病院 - 築館高校前 - 築館 - 築館総合支所前 - 萩沢 - 浄土 - 新田駅
  - 運行事業者：グリーン観光バス
  - 萩沢 - 浄土：フリー乗降区間
  - 土曜・日曜・祝日運休。
  - 路線沿革
    - 2007年10月 - ミヤコーバスからグリーン観光バスに委託先変更。
    - 2016年4月 - 運行区間が浄土から新田駅前まで延伸し、フリー乗降区間も曾内から浄土まで延伸した。また、留場 ⇔ 油橋 直行（途中停留所無停車）便廃止。栗原観光タクシーに委託先変更。
    - 2017年4月 - 片道3便・計6便に減便。
    - 2024年4月 - グリーン観光バスに委託先変更。片道2便に減便。

## 乗合デマンド交通
- 事前に予約した利用者の自宅から地区内の拠点までを運行する。同じ便に複数の予約がある場合は、利用者の自宅を経由して拠点へ向かう。
- 利用予約は平日の午前8時から午後5時まで。
- 運行日は平日のみで、土曜・日曜・祝日・12/29～1/3は運休。
- 2023年3月29日で花山地区以外の乗合デマンド交通の運行は終了となった（2024年4月1日からタクシー利用助成事業が開始）。[3]

| 運行地区 | 事業者名                          | 地区内拠点数 | 便数             |
| -------- | --------------------------------- | ------------ | ---------------- |
| 花山     | 一般社団法人 はなやまネットワーク | 8            | 往路3便、復路4便 |

## 過去の路線
田尻線
- 古川駅前 - 古川十日町 - 江合 - 富永支所前 - 馬櫛 - 田尻仲町 - 木戸 - 中村 - 瀬峰駅前 
  - 運行事業者：ミヤコーバス（古川営業所）
  - 竜昌寺前 - 輪の内：フリー乗降区間
  - 土曜・日曜・休日：運休
  - 2010年3月31日 - 近年の利用客が少なく、それぞれの運行自治体との協議による合意により路線廃止。

西田線
- 栗駒病院前 - 鳥屋 - 田子屋 - 西田集落センター - 向畑
  - 運行事業者：岩ケ崎観光タクシー
  - 月曜・水曜・金曜日のみ予約型運行
  - 2016年3月31日 - 真坂岩ケ崎線と路線統合する形で廃止（鳥屋・田子屋・向畑停留所の設置場所は真坂岩ケ崎線の経路上であるが、田子屋 - 西田集落センター間は廃止となった）。

花山地区市民バス　金沢・花山沢コース、荒谷コース
- 金沢・花山沢コース：商工会前 - 金沢集会所前 - 自然の家入口 - 花山沢集会所前 - 商工会前
- 荒谷コース：商工会前 - 荒谷集会所前 - 坂下入口 - 商工会前
  - 運行事業者：山口タクシー
  - 全線フリー乗降区間
  - 金沢・花山沢コースは火曜日のみ、荒谷コースは水曜日のみ運行
  - 2016年4月1日より、全便運休となっている。

鶯沢線
- 栗原中央病院 - 築館高校前 - 宮野 - 前田 - 鶯沢 - 鶯沢校舎前 - 細倉荒町
  - 運行事業者：山口タクシー
  - 前田 - 細倉荒町：クローズドドア（相互乗降禁止）
  - 平日の全便：予約型運行、土曜・日曜・祝日の全便：運休
  - 2010年4月 - グリーン観光バスからミヤコーバスに委託先変更。
  - 2013年4月 - ミヤコーバスから山口タクシーに委託先変更。
  - 2019年4月 - 市民バス再編に伴い廃止。

大崎市民病院線
- 大崎市民病院 - 高清水 - 市役所前 - 築館 - 栗原中央病院
  - 運行事業者：栗原観光タクシー（照越営業所）
  - 土曜・日曜・祝日運休。
  - 大崎市民病院から御前水まで直行（大崎市内の途中バス停には停車しない）。御前水から栗原中央病院までは古川線と同様。
  - 2014年7月 - 大崎市民病院の移転に伴い路線新設。
  - 2024年4月 - 路線廃止。

### 地域内路線（旧）
2019年4月の市民バス再編に伴い、乗合デマンド交通に移行した。
栗原中央大橋線
- 栗原中央病院 - 藤清水 - 沼崎 - 志波姫総合支所前 - くりこま高原駅
  - 運行事業者：志波姫タクシー
  - 平日の全便：予約型運行、土曜・日曜・祝日の全便：運休。
  - 2009年4月 - 運行開始。開始当初は、栗原中央病院 - 阿久戸・御蔵・待江 - くりこま高原駅廻りであった（11月6日の改正にて経路変更）。

文字線

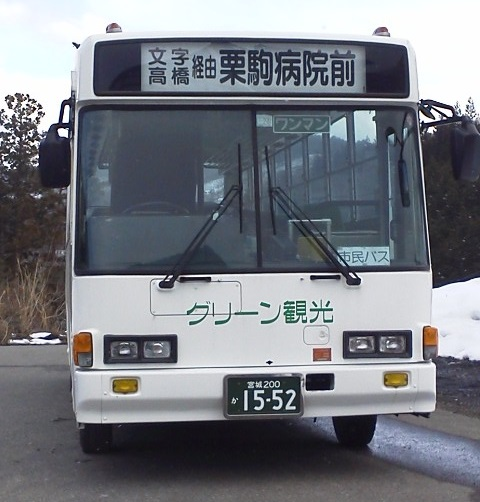
栗原市民バス文字線

- （文字高橋経由）栗駒病院前 - 栗駒 - 栗駒小学校入口 - 市営八日町住宅前 - 岩ケ崎高校前 - 九ノ戸 - 深渡戸 - 滝の上 - 文字局前 - 文字高橋 - 別当 - 角ヶ崎 - 荒砥沢
- （田中・中里経由）栗駒病院前 - 栗駒 - 栗駒小学校入口 - 市営八日町住宅前 - 岩ケ崎高校前 - 九ノ戸 - 深渡戸 - 田中 - 文字高橋 - 文字局前 - 中里 - 角ヶ崎 - 荒砥沢
  - 運行事業者：グリーン観光バス
  - 栗駒病院前 - 栗駒、九ノ戸 - 荒砥沢：フリー乗降区間
  - 田中・中里経由便は火曜・木曜日のみ1往復運行
  - 2010年4月 - ミヤコーバスからグリーン観光バスに委託先変更。

苗圃線
- 栗駒病院前 - 栗駒 - 栗駒小学校入口 - 市営八日町住宅前 - 馬場通り - 若木 - 沼倉郵便局 - 竹の内 - 苗圃
  - 運行事業者：岩ケ崎観光タクシー
  - 栗駒病院前 - 栗駒、馬場通り - 苗圃：フリー乗降区間
  - 平日の一部便：予約型運行、土曜・日曜・祝日の全便：運休。
  - 2008年4月 - ミヤコーバスからグリーン観光バスに委託先変更。
  - 2016年4月 - グリーン観光バスから岩ケ崎観光タクシーに委託先変更。

桜田線
- 栗駒病院前 → 栗駒 → 栗駒小学校入口 → 市営八日町住宅前 → 岩ケ崎高校前 → 栗駒南小学校前 → 菱沼 → 桜田 → 三ツ橋 → 岩ケ崎高校前 → 市営八日町住宅前 → 栗駒小学校入口 → 栗駒 → 栗駒病院前
  - 運行事業者：岩ケ崎観光タクシー
  - 栗駒病院前 - 栗駒、栗駒南小学校前 - 三ツ橋：フリー乗降区間
  - 平日の全便：予約型運行、土曜・日曜・祝日の全便：運休。
  - 2008年4月 - ミヤコーバスからグリーン観光バスに委託先変更。
  - 2016年4月 - グリーン観光バスから岩ケ崎観光タクシーに委託先変更。また下り（三ツ橋 → 菱沼）の便を廃止、一方向のみの循環路線（６の字型運転）となる。

若柳地区市民バス
- 川北コース： 若柳総合支所 - 若柳病院 - 並柳 - 大袋農産加工センター（- 磯田沢）- 武鎗（- 上在老人憩いの家）- 三田鳥生活センター
  - 運行事業者：若柳観光タクシー
  - 平日の上下最終便：予約型運行、土曜・日曜・祝日の全便：運休。
  - 磯田沢・上在老人憩いの家停留所を利用する場合も事前に予約をとる。

- 川南Aコース：若柳病院 - 八木 - 畑岡公民館前 - JA栗っこ畑岡ふれあい店前 - 大立 - サンクチュアリセンター - 原（- イオンスーパーセンター）- くりこま高原駅
- 川南Bコース：若柳病院 - 中町 - 川原住宅 - JA栗っこ畑岡ふれあい店前 - 畑岡公民館前 - 大立 - 原 - イオンスーパーセンター - くりこま高原駅
  - 運行事業者：グリーン観光バス
  - 土・日・祝日運休。

- 新田コース：若柳総合支所 - 若柳病院 - 北二股 - 南二又 - 上大目 - 砂原
  - 運行事業者：若柳観光タクシー
  - 平日の全便：予約型運行、土曜・日曜・祝日の全便：運休。

- 大目コース：若柳病院 - 若柳総合支所 - 川原住宅 - 南二又 - 上大目 - 砂原
  - 運行事業者：若柳観光タクシー
  - 平日の全便：予約型運行、土曜・日曜・祝日の全便：運休。

- 北二股コース：若柳総合支所 - 若柳病院 - 十文字老人憩いの家前 - 北二股 - 大巻
  - 運行事業者：若柳観光タクシー
  - 平日の全便：予約型運行、土曜・日曜・祝日の全便：運休。

- 大林コース：中斉 - 大林 - 谷地畑 - 若柳病院
  - 運行事業者：若柳観光タクシー
  - 平日の火曜日：予約型運行、火曜日以外・休日：運休。

高清水地区市民バス
- なのはな線：かつらっこハウス - 高清水総合支所 - 台町中央 - 御前水 - 北原（- （外）ふれあいセンター）- 高清水総合支所 - 駅前
- やまゆり線：かつらっこハウス - 高清水総合支所 - 中佐野 - 駅前 - 欠屋敷 - 体育センター前 - 影の沢中央（- （善）ふれあいセンター）- かつらっこハウス
- やまぶき線：かつらっこハウス - 高清水総合支所 - 水の手住宅 - 新田 - 日向 - 小山田 - 高清水総合支所 - 診療所
- あやめ線：（（善）ふれあいセンター -）かつらっこハウス - 高清水総合支所 - 小山田 - 日向 - 石沢 - かつらっこハウス
  - 運行事業者：栗原観光タクシー
  - やまゆり線は上り始発を除く便は予約型運行。
  - 平日の全便：予約型運行、土曜・日曜・祝日の全便：運休。

築館地区市民バス
- 上高森 - 萩沢コミュニティセンター - 新田 - 左足 - 成田 - 栗原中央病院
  - 運行事業者：栗原観光タクシー
  - 平日の火曜・金曜日：予約型運行、火曜・金曜日以外・休日：運休。

志波姫地区市民バス
- 北部コース：志波姫総合支所前 - くりこま高原駅前 - 南柧 - 徳富 - 御蔵 - 阿久戸 - 栗原中央病院
- 南部コース：志波姫総合支所前 - くりこま高原駅前 - 上戸 - 蓬田 - 穴山 - 戸崎 - 城内
  - 運行事業者：志波姫タクシー
  - 平日の火曜・金曜日：予約型運行、火曜・金曜日以外・休日：運休。

栗駒鳥矢崎地区市民バス
- 永洞コース（月・木曜日運行）：永洞 - 徳沢 - 不動堂 - 栗駒病院前
- 猿飛来コース（水曜日運行）：栗駒病院前 - 漆沢 - 久保 - 栗駒総合支所前
- 里谷・綱木コース（月・水曜日運行）：栗駒病院前 - 里谷 - 綱木 - 杉橋
  - 運行事業者：栗駒タクシー
  - 全線フリー乗降区間。
  - 猿飛来コースは全便予約型運行。

瀬峰地区市民バス
- 上・中藤沢・小深沢コース（月・水曜日運行）：中藤沢 - まちなか
- 野沢・泉谷コース（月・木曜日運行）：野沢 - まちなか
- 上・下荒町・川前コース（火・金曜日運行）：下荒町 - まちなか
- 上富コース（火・金曜日運行）：上富 - まちなか
  - 運行事業者：栗原観光タクシー
  - 全線フリー乗降区間。

金成地区市民バス
- 火曜日運行
  - 支所 - 畑・普賢堂・片馬合 - 有壁
  - 有壁循環
  - 有壁 - 末野・延年閣 - 沢辺
  - 有壁 - 片馬合・普賢堂・赤児・畑 - 支所
  - 有壁循環
  - 沢辺 - 延年閣・末野・有壁・延年閣 - 支所
- 木曜日運行
  - 支所 - 赤児・藤渡戸・末野 - 有壁
  - 有壁 - 片馬合・普賢堂・赤児・延年閣 - 沢辺
  - 沢辺 - 津久毛・金成・延年閣 - 有壁
  - 有壁 - 赤児・末野 - 有壁
  - 沢辺 - 延年閣・赤児・普賢堂・片馬合 - 有壁
  - 有壁 - 延年閣・津久毛 - 支所
- 金曜日運行
  - 支所 - 延年閣・有壁・延年閣・長根大久保 - 沢辺
  - 沢辺 - 畑・翁沢 - 沢辺
  - 沢辺 - 津久毛・姉歯 - 沢辺
  - 沢辺 - 長根大久保・延年閣・有壁・延年閣 - 沢辺
  - 沢辺 - 畑・翁沢 - 沢辺
  - 沢辺 - 姉歯・津久毛 - 支所
  - 運行事業者：栗原観光タクシー
  - 全線フリー乗降区間。

花山地区市民バス
- 温湯コース：花山小学校下 - 富ノ原 - 御番所前
  - 運行事業者：山口タクシー
  - 土曜・日曜・休日：運休（但し上り3便は月・木・金曜日のみ運行）

築館富野地区市民バス
- 栗原中央病院 - 富野郵便局 - 要害橋 - 新熊川橋
  - 運行事業者：栗原観光タクシー
  - 平日の火曜・木曜：予約型運行、火曜・木曜以外・休日：運休